# Institut du Nouveau Monde
Pour les articles homonymes, voir INM.
L’Institut du Nouveau Monde (INM), fondé en 2003, est un organisme non partisan dont la mission est d’accroître la participation des citoyens à la vie démocratique. Aujourd’hui, les principaux champs d’expertise de l’INM sont: la participation citoyenne, la démocratie participative, l’acceptabilité sociale, la gouvernance participative, l’entrepreneuriat social et l'innovation sociale.

## Histoire
L'idée de l'Institut du Nouveau Monde remonte au printemps 2003 et elle émane d'un groupe d'universitaires. Fondé en 2004, l’INM est lauréat en 2005 du prix Claire-Bonenfant du gouvernement du Québec pour les valeurs démocratiques et l’éducation civique. L’INM organise chaque été une École de citoyenneté pour les jeunes (cette activité a été désignée en 2010 comme l’une des trois meilleures pratiques d’éducation civique au Canada par l’Institut pour la citoyenneté canadienne, et elle est reconnue par la Commission canadienne de l’UNESCO).
Les documents produits lors d'un remue-méninges pour « Québec, ville d'avenir » sont conservés dans le "Fonds Institut du Nouveau Monde" au centre d'archives de Montréal de Bibliothèque et Archives nationales du Québec,  qui sera accessible en 2108 pour célébrer le 500e anniversaire de la fondation de la ville de Québec.
En mars 2012, l'INM fait l'objet d'une polémique. Ce dernier s'allie à Minalliance pour l'organisation de «conversations» publiques sur la question des mines au Québec, financé majoritairement par Minalliance. Minalliance est une instance de relations publiques mandatée par l'industrie minière,. 
L'INM préside à des dialogues entre citoyens et experts (les Rendez-vous stratégiques) afin de renforcer la démocratie participative et la participation citoyenne. Il publie annuellement L’état du Québec, promeut et soutient l’entrepreneuriat social et l’innovation sociale avec son programme À go, on change le monde!, et propose plusieurs programmes destinés à l’information, la délibération et la mobilisation des citoyens dans le cadre de ses propres initiatives mais également de celles d’organisations publiques et privées qui sollicitent ses services. L’INM a co-organisé à Montréal en 2010, 2011 et 2012 les Assemblées mondiales de Civicus – Alliance mondiale pour la participation citoyenne.

## Éducation à la citoyenneté
« L’éducation à la citoyenneté réfère à l’enseignement des droits et des responsabilités politiques et du fonctionnement des institutions démocratiques. Elle vise également à amener les citoyennes et les citoyens à s’interroger sur la légitimité et sur les tenants et aboutissants des normes et des rapports sociaux, et à agir de façon autonome. » À travers les années, de nombreuses écoles d'éducation à la citoyenneté ont été organisées par l'INM. On compte parmi celles-ci l'École d'été, l'École d'hiver, l'École d'influence, le programme d'éducation CiviQc et l'École itinérante.
L'école d'été est l'un des événements phare de l'organisation. Depuis 2004, l’INM œuvre à rassembler, mobiliser, engager la réflexion collective et encourager l’innovation à travers ses écoles d'été. L'objectif : informer, débattre et proposer. Au fil des ans, plus de 7250 participantes et participants ont été interpellés par les différents thèmes de cet événement. D’Apprendre pour rêver le Québec en 2004 à L'été des possibles en 2021, l’INM y promeut une citoyenneté active.

## L'état du Québec
Depuis 2005, l'INM publie chaque année un ouvrage de références qui traite de sujets qui ont marqué l'actualité québécoise. La dernière édition L'état du Québec 2022 - L'avenir est-il d'abord communautaire, l'INM a réuni une cinquantaine d’autrices et d’auteurs qui interrogent la notion de communauté. Ces personnalités reconnues ou issues de la relève analysent les motivations et les mécanismes à la base de nos connexions avec les autres. L’ouvrage collectif regroupe 25 textes inédits qui couvrent des thématiques comme l’éducation, la justice sociale, la participation citoyenne, le logement, la liberté d’expression, la santé, l’aménagement et le patrimoine, le travail, l’économie, la culture et les changements climatiques. Une lettre adressée au premier ministre et un sondage exclusif complètent ce tour d’horizon permettant de mieux comprendre la société québécoise et présentant des solutions aux défis que nous devons relever collectivement.